# Kiskirva
Kiskirva eredeti nevén Bélavár (ukránul: Біловарці) kis település Ukrajnában, Kárpátalján, a Técsői járásban.

## Fekvése
Técsőtől északkeletre, Bedőháza és Nyágova közt fekvő település.

## Története
Kiskirva nevét 1373-ban, majd 1415-ben említi először oklevél Beelwara néven, majd 1436-ban Belawar néven írták.
Kiskirva (Bélavár) a Kirvai család települése a Tarac jobbpartján, míg a folyó balpartján, vele szemben fekszik Nagykirva (Kirva), melynek ugyancsak a Kirvai család volt a birtokosa. 1415-ben Kiskirvát (Bélavárt) Kirvai Ladomer és Mihály eladják Ilholci Tatulnak, Kökényesi Erdő fia Sandrinnak és Bedőházi Dancsnak, így Kirva ez időtől a Kirvai Tatulok, majd a Dolhaiak birtoka lett.
1910-ben 718 lakosa volt. Ebből 3 magyar, 132 német, 583 ruszin volt. Ebből 583 görögkatolikus, 132 izraelita volt. A trianoni békeszerződés előtt Máramaros vármegye Taracvizi járásához tartozott.
A település egykori várának, Bélavárnak nyomai mára már nem láthatók.